# Лихтенштейн на летних Олимпийских играх 1960
Лихтенштейн принимал участие в Летних Олимпийских играх 1960 года в Риме (Италия) в четвёртый раз в своей истории, но не завоевал ни одной медали. Страну представляли шесть спортсменов, принимавших участие в соревнованиях по велоспорту, лёгкой атлетике и стрельбе.

## Велоспорт
Спортсменов − 1

### Шоссейный велоспорт
| Спортсмен   | Гонка           | Время          | Место |
| ----------- | --------------- | -------------- | ----- |
| Адольф Хееб | Групповая гонка | Не финишировал | -     |

## Лёгкая атлетика
Спортсменов — 2
Мужчины
| Спортсмен    | Вид         | Забег          | Забег | Четвертьфинал | Четвертьфинал | Полуфинал | Полуфинал | Финал          | Финал     |
| Спортсмен    | Вид         | Результат      | Место | Результат     | Место         | Результат | Место     | Результат      | Место     |
| ------------ | ----------- | -------------- | ----- | ------------- | ------------- | --------- | --------- | -------------- | --------- |
| Эгон Ёри     | 800м        | 2.00,3         | 6     | Не прошёл     | Не прошёл     | Не прошёл | Не прошёл | Не прошёл      | Не прошёл |
| Эгон Ёри     | 1500м       | Не финишировал | -     | Не прошёл     | Не прошёл     | Не прошёл | Не прошёл | Не прошёл      | Не прошёл |
| Алоис Бюхель | Десятиборье |                |       |               |               |           |           | Не финишировал | -         |

## Стрельба
Спортсменов − 2
| Спортсмен       | Вид                                         | Результат | Место |
| --------------- | ------------------------------------------- | --------- | ----- |
| Густав Кауфманн | Малокалиберная винтовка из 3 положений, 50м | 507       | 65    |
| Густав Кауфманн | Малокалиберная винтовка лёжа, 50м           | 374       | 73    |
| Гвидо Вольф     | Малокалиберная винтовка из 3 положений, 50м | 493       | 68    |
| Гвидо Вольф     | Малокалиберная винтовка лёжа, 50м           | 374       | 73    |